# ちくま文庫
ちくま文庫（ちくまぶんこ）は、株式会社筑摩書房が発行している文庫レーベル。1985年（昭和60年）12月より刊行が開始された。フォーマットならびに基本的な装幀は安野光雅がデザインした。 

## 特徴
ちくま文庫の柱は4本あり、「新教養」「古典」「ヤングアダルト」「全集」である。文庫名を「筑摩文庫」でなく、敢えて平仮名で「ちくま文庫」と命名したのは、元々の筑摩書房のイメージから離れ、「ゆるやかな枠組みで作品を選んでいこう」という想いに基づいている。
文庫レーベルは2種類に分けられ、「翻訳、古典、シリーズ」を扱う月マークと「現代日本の小説、エッセイ、評論、ノンフイクションほか」を扱う太陽マークが扉ページに描かれている。個人全集を多数出した版元として、文庫サイズでの個人全集（夏目漱石・芥川龍之介・森鷗外・太宰治・宮沢賢治など多数）が充実しているのも特色である。
当初は、自社刊行物の囲い込み（自社自身での再刊）の意識が強かったが、1992年（平成4年）のちくま学芸文庫発足以降は、一般書籍の比重が高くなった（両レーベル共に、他社初版の再刊も多い）。創刊から25年以上を経過したため、品切れになった著名作品（チェーホフ全集、岡本かの子全集、坂口安吾全集など）も多く、初版のみで品切となった書目も多い。読者アンケートなどをもとに、不定期で復刊も行っている。
また、古典文芸作品では、マルセル・プルースト『失われた時を求めて』を1990年代前半に文庫化し重版、小説では、三島由紀夫『三島由紀夫レター教室』 、ガルシア＝マルケス『エレンディラ』など多くの再刊をしている。
一方で、赤瀬川原平『老人力』のような話題作や、都築響一による『珍日本紀行』や『TOKYO STYLE』、『賃貸宇宙』といった写真集や、なぎら健壱・藤木TDC・今柊二他多数の「食・酒場めぐり案内」など、硬軟両面の特徴をあわせ持っている。
2006年（平成18年）には、ちくま学芸文庫で数学、物理学、科学史などを扱う科学部門の「Math&Science」シリーズが発足した。
2015年（平成27年）には創刊30周年記念として、月のノオトという自由に書き込めるノートを全国にまわし、何冊もどってくるかという企画が催された。
2023年9月、晩聲社から出ていたが絶版になっていた茶本繁正の「原理運動の研究」を復刊。

## 著名な刊行書目（上記以外）
- ちくま日本文学（全40巻） 編集協力：安野光雅、池内紀、井上ひさし、鶴見俊輔、森毅 - 『ちくま日本文学全集』（1991年〜1993年）をもとに、再編集したもの。
- 宮下志朗訳、フランソワ・ラブレー『ガルガンチュワとパンタグリュエル』（全5巻）
- 松岡和子訳、シェイクスピア全集（全33巻、2021年完結）
- 夏目漱石全集 (全10巻)
- 森鷗外全集（全14巻）、品切
- 柳田國男全集（全32巻）、品切
- 芥川龍之介全集（全8巻）
- 太宰治全集（全10巻）
- 宮沢賢治全集（全10巻）
- 中島敦全集（全3巻）
- 梶井基次郎全集（全1巻）
- 夢野久作全集（全11巻）、品切
- 坂口安吾全集（全18巻）、品切
- ロートレアモン全集（石井洋二郎訳、全1巻。マルドロールの歌ほか）
- 三国志演義（井波律子訳、全7巻）[注 3]
- 水滸伝（駒田信二訳、全8巻）[注 4]
- 詳注版シャーロック・ホームズ全集、全10巻＋別巻（シャーロック・ホームズ事典）－詳細な解説・注入り（小池滋監訳）、品切
- ノヴァーリス作品集（全3巻、今泉文子訳）、品切
- 山田風太郎明治小説全集（全14巻）、『山田風太郎忍法帖短篇全集』（全12巻）[注 5]